# GTO (1998년 드라마)
《GTO》(ジーティーオー 지티오[*])는 후지사와 도오루의 만화를 원작으로 하는 일본의 텔레비전 드라마이다. 방영 이후에 영화로도 제작되었다.
대한민국에서는 《반항하지마》라는 제목으로 MBC 에브리원(MBC 무비스)에서 방영되었다.
이 문서에는 드라마와 드라마 스페셜, 그리고 영화에 대한 내용을 언급한다.
2012년에 제작된 제2작에 대해서는, 《GTO (2012년 드라마)》를 참조.

## 개요
1998년 7월 7일에 간사이 TV/후지 TV 계열에서 첫 방송이 되었으며 9월 22일에 종영하였다. 간토 지역의 시청률은 최종회에서 35.7%를 기록했다.(비디오 리서치에서 조사한 내용)
- 오키나와에서는 2000년에 방영되었다.
- 1998년 12월에 텔레비전 드라마의 전체가 방송되었다.
- 중학교가 아닌 고등학교를 배경으로 하고 있거나 오니즈카와 후유쓰키와의 대립관계, 혹은 등장인물의 성격이나 행동 등 원작과는 다르게 묘사한 부분이 있다. 전개는 코믹한 편이지만, 최종회로 가면 갈수록 원작에 비해 진지하게 전개되었다.
- 고단샤에서 발간한 작품을 드라마화 한 것 중에서 큰 인기를 얻었기 때문에 종영 이후에도 드라마 스페셜이나 영화로도 제작되었으며 새로운 시리즈도 기획 단계에 있었다. 그러나 고단샤의 계열사에서 소리마치 다카시에 대한 확인되지 않는 기사를 개재해서 소리마치의 소속사가 이에 반발하여 고단샤와 관계가 악화되었다. 이로 인해 새로운 시리즈는 제작되지 않았다.
- 이 드라마에 주인공으로 출연한 소리마치 다카시와 마쓰시마 나나코는 드라마 출연을 계기로 1999년 11월부터 사귀기 시작하여 2001년 2월에 결혼하였다.

## 줄거리
폭주족을 이끌고 쇼난 지역에서 군림한 오니즈카 에이키치(25세)는 쇼난의 고등학교를 중퇴하고 대학 검정고시를 응시해 삼류대학(유라시아 대학)에 입학, 7년 만에 졸업한다. 졸업 후에 건물 유리창을 닦는 아르바이트를 하고 있었다. 고등학교 교사가 되는 것이 꿈이었는데 그 이유는 교육에 열정적이었다기 보다는 여고생과 사귈 수 있고, 즐겁게 살아갈 수 있으며 단지 교사가 되고 싶기 때문이었다. 그러던 어느날, 오니즈카가 평소 대로 아르바이트를 하고 있는데 경찰관인 오니즈카의 친구 사에지마 류우지가 사립학교인 무사시노 세린 학원에서 교사모집을 한다는 전단지를 가져온다. 이에 오니즈카는 지원하여 면접을 보았지만, 면접관인 우치야마다 히로시 교감과 학년주임인 나카마루 고지에게서 문전박대를 당하고 우치야마다가 퇴학당한 학생들에게 대한 태도에 분노하여 발차기를 가하게 된다.
그러나, 눈앞의 이익보다는 본래의 도리를 지키려는 그의 행동을 본 세린 학원의 이사장인 사쿠라이 아키라가 그를 채용하게 되었다. 채용하게 된 동기는 무사시노 세린 학원은 집단 따돌림이나 괴롭힘, 혹은 등교거부나 폭력등의 문제가 있으며 학생이나 선생들에게도 문제가 있는 등 속사정이 복잡하다. 이에 사쿠라이 이사장은 그러한 문제를 해결해 나갈 수 있는 사람이 오니즈카밖에 없다고 판단하였고 그를 비전임으로 채용한 것이다.

## 등장인물

### 주요 인물
오니즈카 에이키치 (鬼塚英吉, おにづか えいきち) - 소리마치 다카시
이 드라마의 주인공. 일본 역사를 가르치는 교사. 별명은 GTO(Great Teacher Onizuka). 1972년 12월 19일생이며 혈액형은 O형이다. 본래는 폭주족을 이끌었으며 가나가와현의 폭주족 2000명을 혼자서 통합하였다. 쇼난 지역의 고등학교를 중퇴하고, 대학입학자격시험(대입검정고시)를 응시하여 유라시아 대학(優羅志亜, ユーラシア) 사회학부에 입학하고 7년 후에 졸업하였다. 취미는 경마, 빠칭코, 인터넷 등이다. 즐겨 듣는 음악은 엘리제를 위하여이다. 이상형은 히로스에와 마쓰 다카코이다. 존경하는 인물은 토마스 에디슨, 야쟈와 에이키치이다. 졸업논문 주제는 현대 사회이다. 대형 특수, 대형 자동 이륜, 전기 용접 등의 자격등을 취득하였으며 가라테가 5단이다. 여고생과 사귈 수 있고, 즐겁게 살아갈 수 있고, 단지 교사가 되고 싶었었다는 이유로 교사가 되었다. 스스로를 고지식한 성격으로, 사교적이고 친구도 많으며 또 체력에는 자신이 있다고(벤치 프레스 150 kg) 한다. 그러나 제멋대로이고 자기 본능에 충실하다. 주변 사람들보다 열정적이고 말보다 행동이 앞선다. 다른 선생들과 다른 것은 아이의 눈높이로 사물을 관찰하거나 생각할 수 있다는 것이다. 가와사키에서 생산한 오토바이를 잘 타며, 자전거에 'DANGER'라고 써있는 간판을 달고 다닌다.
대학졸업 후에 건물 유리창을 닦는 아르바이트를 하였으며, 어느날 경찰관으로 있는 친구 사에지마 류지가 사립 교등학교인 무사시노 세린 학원(武蔵野聖林学苑)의 교원 모집 광고를 그에게 건네준다. 이에 지원을 해서 면접을 봤지만, 면접관인 우치야마다 히로시 교감과 학년 주임인 나카마루 코지에게 퇴짜를 맞았으며, 우치야마다의 퇴학당한 학생들에게 대하는 태도에 분개하여 격렬한 발차기를 날리게 된다. 그러나 그 모습을 본 학교의 이사장인 사쿠라이 아키라에 의해 채용된다.
담임 선생을 집단 따돌림을 시켜서 스스로 그만두게 만드는 2학년 4반의 담임이 되어, 학생들과의 대립이나 혹은 학교 전체에 영향을 미치는 문제에 봉착하게 되지만, 인맥, 완력, 행동력 등을 모두 발휘하여 스스로의 힘으로 문제를 해결하게 된다. 그 결과 자신을 싫어하는 우치야마다 교감을 필두로 다른 선생들의 여러 가지 공격을 돌파하면서 학생들의 신뢰와 덕망을 얻게 되었고, 동료 여교사인 후유쓰키 선생에게도 서서히 신뢰를 얻어간다.
마지막회에서는 학교가 경쟁 제단인 진난 학원(神南学園)에 흡수될 위기에 처했을 때 자신의 반 학생들과 함께 학교를 점거하여 자신이 한 번도 겪어보지 못했던 학교 축제를 열게 하여 학교를 지킨다. 이로 인하여 자신을 싫어했던 우치야마다 교감을 비롯한 선생들에게 신뢰를 받게 된다.
드라마 스페셜에서는 사쿠라이 이사장의 추천으로 사립여자고등학교인 성 아카데미 학원(聖アカデミー学園)의 대리 교사로 부임하여 그곳의 이사장인 사쿠라이 사쿠라(사쿠라이 아키라의 쌍둥이 여동생)에게서 부탁을 받게 된다. 또한 후유쓰키와 교제하고 있는데 한 때 이별직전까지 갔으나 마지막에 바다에 뛰어든 후유쓰키를 구한것과 그녀의 아버지 앞에서 반성하는 모습을 보인 것을 계기로 혼인 승낙을 받아, 그녀와 결혼을 한다. 후유쓰키와 결혼 후 그녀의 집에서 같이 살게 된다.
후유쓰키 아즈사(冬月あずさ, ふゆつき あずさ) - 마쓰시마 나나코
이 드라마의 여주인공. 영어를 가르치고 있다. 스튜어디스가 되는 것을 꿈꾸었지만, 취업난 때문에 꿈을 접고 선생이 되었다. 학생들에게 인기가 있으며, 보호자를 대하는데 있어서 실수가 없고 신뢰가 두터운 여교사의 이미지를 갖추고 있다. 그러나, 실제로는 교육에 대한 이상이나 이념은 없으며, 교직을 단순한 일로 생각하고 있었다. 후반부에 학생들을 가르치면서 스튜어디스 임시 채용 시험에 합격하여 꿈꾸어왔던 스튜어디스가 되었다. 처음에는 오니즈카의 행동이나 말을 이해못했지만, 학생의 기분을 정말로 생각해주는 열의에 의해 그를 가장 이해할 수 있게 되었다. 다케노우치 유타카를 좋아하며, 집에 그의 대형 포스터가 걸려있다. 마지막회에서 GTF(Great Teacher Fuyutsuki)라는 별명을 얻었다.
드라마 스페셜에서는 오니즈카와 교제를 하다가 이별직전까지 갔으며, 오니즈카의 터무니 없는 행동을 멈추려는 목적으로 바다에 뛰어들었으나 이 후 바다에 뛰어든 오니즈카에 의해 구출되었으며 오니즈카의 반성으로 아버지에게 인정을 받아 그와 결혼하게 된다. 결혼 후에는 집에 결려있던 다케노우치 유타카의 사진을 치웠다.

### 무사시노 세린 학원 선생들
오니즈카가 학교에 처음 부임했을 당시에는 그를 기피하는 분위기였으며, 2학년 4반 학생들이 오니즈카에게 서서히 마음을 열어나가자 막판에 가서는 교감인 우치야마다의 편에 서서(후지토미 선생을 제외하고) 오니즈카를 해고하는데 성공하지만, 마지막회에서 후지토미 선생과 후유쓰키의 열변에 의해 마음을 바꾼다.
나카마루 고지(中丸浩司, なかまる こうじ) - 곤도 요시마사
과학 선생이자 학년주임이다. 우치야마다의 최측근 역할을 한다. 자기 스스로의 의견을 개진하지 못하고 다른 사람의 의견에 편승을 한다. 차기 교감 후보였지만 사양하였다. 드라마 스페셜에서는 후유쓰키의 친구인 나쓰메 미유키와 결혼하게 된다.
고타니 히로코(小谷宏子, こたに ひろこ) - 엔조지 아야
국어(일본어) 교사. 히스테릭한 언행으로 학생들에게서나 교사들에게서나 미움을 받고 있다. 잔소리가 많다. 다도 및 꽃꽃이를 주로 가르치고 있다. "여자에게 있어서 가장 행복한 것은 좋아하는 사람과 결혼하고 남편에게 힘쓰는 것이다."라고 말하지만 정작 자신은 결혼을 하지 않고 있고 중매 업체 엽서를 교무실 책상 서랍에 보관하고 있다. 학생들에게서 많은 물품을 압수하였다.
후지토미 마코토(藤富誠, ふじとみ まこと) - 누마타 바쿠
고문(古文) 선생. 마지막회에서는 우치야마다의 교장 승진에 이어서 교감직을 사양한 나카마루의 추천에 의해 교감으로 취임한다. 그 전에는 '미안해요'라는 말을 많이 하였으며, 학생들에게나 교사들에게나 너무 많은 배려를 하려고 한다. 스트레스로 인하여 화병, 만성 피로, 협심증, 고혈압을 앓고 있다. 선생들 중 제일 먼저 오니즈카를 신뢰하게 된다.
하카마다 하지메(袴田はじめ, はかまだ はじめ) - 고바야시 마사히로
체육 선생. 운동신경이 뛰어나며 열정도 넘쳐난다. 후유쓰키를 마음에 두고 있으며, 이 때문에 테시가와라와 갈등이 있다. 일본 드라마에 등장하는 긴파쓰 선생(金八先生)을 동경하고 있다.
데시가와라 스구르(勅使川原優, てしがわら すぐる) - 이다 구니히코
도쿄 대학 출신의 수학 선생. 야간에는 학원 강사 아르바이트도 하고 있다. 아버지와 형이 문부성에 있어서 문부성의 관료가 되고 싶었으나, 국가 공무원 시험에 떨어져서 교사가 되었다. 후유쓰키를 좋아하여 이 때문에 하카마다와 갈등이 있다. 아버지를 존경하고 있다.

### 무사시노 세린 학원 2학년 4반 학생들
겉보기에는 성실한 학생이 모인 반이지만 실상은 담임선생을 그만두게 하기 위해 집단 따돌림을 하고 있다. 그러나 오니즈카가 학교에 부임한 후 비상식적인 오니즈카의 활약에 의해 마음을 열게 되고 그를 신임하게 된다. 드라마 스페셜에서는 3학년 4반에 진급한 것으로 나온다.
미즈키 나나코(水樹ナナコ, みずき ななこ) - 기라 리
부유한 부모님을 두었으나 집에서는 서로 다른 생활을 하고 있다. 첫 회에서 오니즈카에 의해 집안내의 별거 문제가 해결된 이후, 오니즈카와 친구가 되어 언제나 함께 있다. 속옷차림으로 오니즈카를 유혹한 적도 있다. 7회에는 등장하지 않는다.
무라이 구니오(村井国雄, むらい くにお) - 이케우치 히로유키
반에서 성적이 우수하며 운동도 만능이다. 또한 시원스러운 성격이다. 어머니는 트럭 운전기사이며 아버지는 폭주족인 '폭주 천사'의 3대 조장이었는데 구니오가 태어나자마자 오토바이의 담력시합을 하다가 죽는다. 이 때문에 아버지를 미워하였고 그에 대해 욕을 하였으나 6회에서 오니즈카에 의해 이를 그만두게 된다.
미야비에게 호감을 갖고 있으며, 드라마 스페셜에서는 서로 사귀는 것으로 나온다.
와타나베 마사루(渡辺マサル, わたなべ まさる) - 야마자키 유타
첫 회에서 오니즈카를 함정에 빠뜨리려 했지만 실패하고 오니즈카와 친구 사이가 된다.
요다 겐지(依田ケンジ, よだ けんじ) - 도쿠야마 히데요리
첫 회에서 오니즈카를 함정에 빠뜨리려 했지만 실패하고 오니즈카와 친구 사이가 된다.
기쿠치 요시토(菊池善人, きくち よしと) - 구보즈카 요스케
2회에서 오니즈카의 합성사진을 만들어 말썽이 나게 한다. 고등학교는 도쿄 대학에 들어가기 위한 예비 단계라고 생각했지만, 오니즈카의 열변에 의해 생각을 바꾸게 된다. 이 후, 담임 선생을 대상으로 하는 집단 따돌림을 그만두고 오니즈카와 친구 사이가 된다.
드라마 스페셜에서는 도모코와 장거리 연애를 하는 것으로 나온다.
아이자와 미야비(相沢みやび, あいざわ みやび) - 나카무라 아이미
담임선생 집단 따돌림을 주도하고 있으며, 어머니가 교육 평론가로 학부모회장으로 있다. 옛날 남자친구인 다케루가 어른들에 의해 자살하고 나서 어른들을 신뢰하지 않게 된다. 10회에서는 도쿄에서 명문대 진학률이 가장 높은 진난 학원의 우등생인 도도 신이치에 의해 곤란한 일을 겪었을 때 오니즈카가 도와줌으로서 그를 담임으로 인정하고 다시 어른들을 신용하게 되었다. 도모코와 초등학교 때부터 친구이다.
구니오가 호감을 가지고 있으며, 드라마 스페셜에서는 서로 사귀는 것으로 나온다.
노무라 도모코(野村朋子, のむら ともこ) - 구로다 미키
4회에서 오니즈카에 의해 아이돌 오디션을 접수 하게 된다. 9회에서는 연예 기획사에 스카우트되어 오키나와에 있는 양성 학교에 들어가기 위해 세린 학원을 중퇴한다. 미야비와 초등학교 때부터 친구이다.
드라마 스페셜에서는 기구치와 장거리 연애를 하는 것으로 나온다.
요시카와 노보루(吉川のぼる, よしかわ のぼる) - 오구리 슌
미야비등에 의해 집단 괴롭힘을 당했다.。 3회에서 학교 조회 때 근성을 보여 집단 괴롭힘에서 해방된다. 오니즈카와 친구이며, 공포 이야기를 잘 꾸민다.
드라마 스페셜에서는 연상의 여대생과 사귀는 것으로 나온다.
오시마 지카코(大島知佳子, おおしま ちかこ) - 시라카와 미나미
아버지는 교과서 판매 사원이다. 7회에서 미야비, 에리카와 함께 원조교제를 미끼로 하는 사기를 친다. 퇴학당할 뻔했지만, 8회에서 다시 학교를 갈 수 있게 된다.
쓰키시마 에리카(月島えりか, つきしま えりか) - 하야시 도모카
7회에서 미야비, 지카코와 함께 원조교제를 미끼로 하는 사기를 친다. 퇴학당할 뻔했지만, 8회에서 다시 학교를 갈 수 있게 된다.

### 우치야마다 교감 가족
우치야마다 요시코(内山田好子, うちやまだ よしこ) - 마부치 에리카
우치야마다 히로시의 딸로 대학생이다. 오니즈카에게 반하는 장면은 드라마에서 처음 나온 것으로 후에 만화에도 도입되었다.
우치야마다 료코(内山田良子, うちやまだ りょうこ) - 다테이시 료코
우치야마다 히로시의 부인.

### 오니즈카와 후유쓰키의 친구들
사에지마 료지(冴島龍二, さえじま りゅうじ) - 후지키 나오히토
오니즈카의 친구이며 경찰관이다. 계급은 순경이다. 오니즈카와 함께 전에는 폭주족이었다. 가끔 오니즈카를 도외주는 역할을 하고 있다.
나쓰메 미유키(夏目みゆき, なつめ みゆき) - 기무라 다에
후유쓰키의 친구로 비행기 승무원이다. 드라마에는 종종 등장한다. 드라마 스페셜에서는 나카마루 선생과 결혼하는 것으로 나온다.

### 기타
무라이 쓰바사(村井つばさ, むらい つばさ) - 무라카미 리카코
무라이 구니오의 어머니이다. 직업은 트럭 운전수이며, 흡연자이다.
아이자와 레이코(相沢麗子, あいざわ れいこ) - 다지마 레이코
아이자와 미야비의 어머니이다. 교육 평론가이며, 학부모회 회장으로 TV에도 가끔 출연한다.
도도 신이치(藤堂真一, とうどう しんいち) - 하라다 아쓰시
도쿄에서 명문대 진학률이 가장 높은 진난 학원의 우등생.

### 무사시노 세린 학원의 관리자급 교직원
우치야마다 히로시(内山田ひろし, うちやまだ ひろし) - 나카오 아키라
무사시노 세린 학원의 교감 선생. 오니즈카의 면접 때 한 폭언으로 날라차기 당한다. 오니즈카의 상식적이지 않은 행동으로 늘 해고하고 싶어한다. 그러나 집안에서는 가장으로서의 권위를 찾아 볼 수는 없다. 또한 딸 요시코가 오니즈카에게 반한 것 때문에 골치가 아프다.
스스로가 바라는 이상적인 교육론을 펼치고 싶어하며, 옛날에는 온후하고 이상주의자였지만, 어느새부턴가 자기 자신의 보신이 강하고 성격이 급하고 완고한 인간이 되어 버린다. 이로 인해 교장이 되는 것으로 희망이 바뀌게 된다. 벤츠를 자가용으로 타고 다닌다. 그 벤츠는 오니즈카에 의해 부서진다. 최종회에서 세린 학원이 진난 학원에 흡수될 위기에 처했을 때 자신이 속고 있는 것을 깨닫고 교사를 그만두어 다른 직업을 가지려고 생각하고 있었으나, 자신을 답답해 하던 아내와 딸이 돌연 교사로서 인정한 것에 감동하여 교직을 계속 하기로 결심한다. 또한 오니즈카에 의해 열린 학교 축제에 감동해 자신도 이렇게 즐거운 학교 축제는 처음이라고 말하여 오니즈카를 다소 인정하게 된다. 이 후 사쿠라이 이사장에 의해 그렇게 되고 싶었던 교장으로 승진하여 자신이 이상으로 생각하는 교육론을 펼치고 있다.
사쿠라이 아키라(桜井あきら, さくらい あきら) - 시라카와 유미
무사시노 세린 학원의 이사장이다. 교장이 학교를 그만두는 바람에 실질적으로 교장을 겸임하고 있었다. 오니즈카에게 수많은 문제를 떠안은 무사시노 세린 학원의 미래를 바꿀 가능성 보았으며 이에 비전임 교원으로 채용한다.
온후하고 이상주의자로, 오니즈카나 후유쓰키를 잘 이해하지만, 선의의 목적을 위해서라면 때때로 퇴학등의 처분을 내리는 경우도 있다. 가끔, 모습 및 옷차림을 달리하여 매점에서 장사를 하며 이를 자신의 취미라고 말한다. 세린 학원이 진난 학원에 의해 흡수될 위기에 처했을 때 해고되었으나 복귀하였으며 이상적인 교육론을 추구하려는 우치야마다에게 교장직을 맡긴다. 성 아카데미 학원의 이사장으로 있는 쌍둥이 여동생 사쿠라가 있으며 손자가 있다.

## 특별 출연 및 우정 출연
- 가다루카나루 다카（1회）
- 기쿠치 긴야（1회）
- 미마타 마타조（1회）
- 야마카지 마사야（1회）
- 시모쓰카 마코토（1회）
- 오카모토 고타로（1회, 6회）
- 오쓰카 요시에（2회）
- 야마자키 미쓰루（2회）
- 데이비드 이토（4회）
- 야나기 유레이（4회）
- 다구치 가즈마사（4회, 9회）
- 다카하시 가쓰미(7회)
- 야마다 (오시마의 부하직원) - 미즈타니 아쓰시(7회)
- 가메야마 스케키요 (8회, 9회, 드라마 스페셜)
- 사카이 마리 (8회, 11회, 최종회)
- 다마키 히로시 (10회)
- 사사이 에스케 (10회 ~ 최종회)
- 오니즈카가 입원한 병원의 간호사 - 스에미 마키코 (11회에 우정출연했다.)
- 가미무라 (진난 학원의 이사장) - 기타미 도시유키 (11회 ~ 최종회)
- 고우 다쓰히토 (11회 ~ 최종회)
- 누마자키 유우 (최종회)
- 도지 다카오 (최종회)
- 데라다 지나쓰 (최종회)

## 제작진
- 원작 : 후지사와 도오루『GTO』
- 각본 : 유카와 가즈히코, 스가 요시유키
- 기획 : 야마자키 가즈히코,  (간사이 TV)
- 기획 협력 : 기바야시 신
- 홍보 :
- 프로듀스 :
- 연출 :
- 제작 : 간사이 TV, 아베크 컴퍼니

## 주제가
이 드라마에서 오니즈카 에이키치 역할을 맡은 소리마치 다카시가 직접 부른 『포이즌』이 주제가이다. 또한 이 드라마에서 이 노래와 관련해서 나오는 장면이 있는데 이는 다음과 같다.
1. 10회에서 모의 시험을 위해 학교의 화장실에서 영어 단어를 외우는 도중에 오니즈카가 "POISON... 독... 어디서 들어본 적이 있는 것 같은데...(POISON…毒…どこかで聞いたことあるような…)"라고 말하는 장면이 있다.
2. 드라마 스페셜에서 야마구치 리카등 3명의 학생이 노래방에서 이 노래를 부르는 장면이 나오며, 이를 본 오니즈카가 "남의 노래를 마음대로 부르네...(人の歌勝手に歌うなっつーの)"라고 말하는 장면이 있다.

## 시청률
| 회차                                                         | 방송일          | 부제목                                                                  | 시청률 | 비고              |
| ------------------------------------------------------------ | --------------- | ----------------------------------------------------------------------- | ------ | ----------------- |
| GREAT1                                                       | 1998년 7월 7일  | 일개 교사입니다.(いち教師です)                                          | 26.6%  | 15분 더 방송했다. |
| GREAT2                                                       | 1998년 7월 14일 | 변태 교사와 마돈나 교사(変態教師とマドンナ教師)                         | 25.5%  |                   |
| GREAT3                                                       | 1998년 7월 21일 | 문제교사입니다.(問題教師です)                                           | 27.5%  |                   |
| GREAT4                                                       | 1998년 7월 28일 | 아이돌로 돈벌이(アイドルで金もうけ)                                     | 24.5%  |                   |
| GREAT5                                                       | 1998년 8월 4일  | 스토커 교사입니다.(ストーカー教師です)                                  | 25.4%  |                   |
| GREAT6                                                       | 1998년 8월 11일 | 학생의 어머니에게 손을 대는 위험한 교사(生徒の母親に手を出す危ない教師) | 26.3%  |                   |
| GREAT7                                                       | 1998년 8월 18일 | 원조교제를 하는 교사(援助交際する教師)                                  | 26.3%  |                   |
| GREAT8                                                       | 1998년 8월 25일 | 2학기 시업식에 해고되는 교사(二学期の始業式にクビになる教師)            | 29.9%  |                   |
| GREAT9                                                       | 1998년 9월 1일  | 학생을 무리하게 퇴학시키는 교사(生徒を無理やり退学させる教師)           | 29.6%  |                   |
| GREAT10                                                      | 1998년 9월 8일  | 후유쓰키의 방에 머물러 흥분하는 교사(冬月の部屋に泊まり興奮する教師)    | 30.3%  |                   |
| GREAT11                                                      | 1998년 9월 15일 | 미인 간호사에게 야단맞는 폭력 교사(美人看護婦にしかられる暴力教師)      | 32.4%  |                   |
| FINALGREAT                                                   | 1998년 9월 22일 | 그레이트 티처입니다.(グレートなティーチャーです)                        | 35.7%  | 15분 더 방송했다. |
| 평균시청률 28.4%(시청률은 간토 지구 비디오 리서치에서 조사.) |                 |                                                                         |        |                   |

## 드라마 스페셜
1999년 6월 29일에 방송한 드라마의 속편으로서의 성격이 강하다. 오니즈카가 다른 여고의 대시 교사로 부임하는 이야기로 방송되었다. 그 해 7월에 방송되는 애니메이션 판의 홍보를 하는 역할도 했다.

### 줄거리
무사시노 세린 학원의 여러 문제를 해결한 오니즈카는 어느 날 사쿠라이 아키라의 의뢰로 사립 여자 고등학교인 성 아카데미 학원의 대리 교사로 부임하게 되었다.
그곳에서는 열성적인 교육으로 인기가 있는 다케다 선생이 결혼하고 하버드 대학교로 유학가게 되어서 후임 교사가 정해져 있지 않은 상황이었다. 이 학교의 이사장으로 있는 사쿠라이 사쿠라(사쿠라이 아키라의 쌍둥이 여동생)는 언니에게 세린 학원에서 가장 우수한 선생님을 보내달라고 부탁하였고 이에 오니즈카가 대리 교사로 부임하게 되었다. 사쿠라 이사장은 세린 학원에서 여러 가지 문제에 정면으로 부딪혀 해결해 온 오니즈카에게 힘든 부탁을 하게 되었다.
이와중에 오니즈카는 후유쓰키와 사귀고 있었다. 그러던 어느날 그녀의 아버지가 홋카이도에서 온다.

### 드라마 스페셜 등장인물 및 출연진
- 야마구치 리카(山口梨香) (성 아카데미 학원 학생) : 가타세 나나
- 시미즈 지카
- 아사미 레이나
- 다케다 (성 아카데미 학원 선생) : 호소카와 시게키
- 성 아카데미 학원 학년 주임 : 마스다 유키오
- 성 아카데미 학원 교감 선생 : 이시이 겐이치
- 성 아카데미 학원 교장 선생 : 사쿠라 비 사쿠
- 기타무라 소우이치로
- 사쿠라이 사쿠라(桜井さくら) (성 아카데미 학원 이사장, 사쿠라이 아키라의 쌍둥이 여동생) : 시라카와 유미 (1인 2역)
- 도야마 도시야
- 무라카미 고헤이

## 영화
- 《GTO》 (1999년 12월 18일 개봉)
스즈키 마사유키(후지 TV)이다. 같은 해에 방송했던 드라마 스페셜의 속편격으로, GTO 시리즈의 완결판이라고 할 수 있다. 당시 텔레비전에 방영되었던 나오미에 출연했던 후지와라 노리카가 이 영화에도 출연했기 때문에 개봉했을 때부터 GTO vs 나오미라는 식의 문구로 크게 화제가 되었다. 소설판 'GTO LIVE in 홋카이도'를 원작으로 한다. 주인공인 소리마치 다카시를 제외하고 모두 새로운 출연진으로 구성되어 있다. 등장인물은 원작과 같으나 내용은 원작과 다르게 전개된다. 또한 제작진은 TV 드라마에 관여했던 간사이 TV나 아베크 컴퍼니 소속의 사람들은 거의 제외되었고 모두 새로운 인물들로 구성되어 있다. 시라카바 학원 고등학교(白樺学園高等学校, しらかばがくえんこうとうがっこう) 및 2006년에 폐선된 홋카이도지호쿠 고원전철 후루사토긴가 선(北海道ちほく高原鉄道ふるさと銀河線, ほっかいどうちほくこうげんてつどうふるさとぎんがせん) 구간에서 촬영이 주로 이루어졌다.

### 등장인물 및 출연진
- 오니즈카 에이키치 : 소리마치 다카시
- 기타지마 가오루(喜多嶋薫) : 후지와라 노리카
- 가쓰라키 아야노(桂木綾乃) : 다나카 레나
- 이치카와 라쿠(市川楽) : 가사하라 히데유키
- 이마후쿠 마사오
- 나쓰야키 이사오
- 니시무라 마사히코
- 우에다 고이치
- 도다 게이코
- 우카지 다카시
- 다구라 히로마사
- 이토 도시히토
- 고모토 마사히로
- 이시하라 미도리(石原みどり) : 하타케야마 아키코
- 가지하라 젠
- 사카이 도시야
- 쓰노가에 가즈에
- 다야마 료세이
- 쓰마부키 사토시
- 오시나리 슈고
- 이시카와 신이치로
- 오다 에리카
- 사카모토 마코토
- 구가 미쿠
- 기노우치 아키코
- 시나 노리코
- 시라이 아키라
- 아난 겐지
- 기관사 - 모로 모로오카

### 제작진
- 감독 : 스즈키 마사유키
- 조감독 :
- 프로듀서 :
- 원작 :
- 기획 :
- 촬영 :
- 음악 :
- 미술 :
- 편집 :
- 의상 (디자인) :
- 녹음 :
- 스틸 :
- 음향효과 :
- 조명 :

### 주제가
- 소리마치 다카시 〈Poison -Movie Mix-〉

### 관련 서적
- 영화 GTO Official Book 소리마치 다카시 (고단샤KC 디럭스 刊, 1999년)

## 같이 보기
- GTO (만화)